# Tolvtonsmusik
Tolvtonsmusik eller dodekafoni är en musikriktning som grundades av Arnold Schönberg i början av 1900-talet, och hör till den så kallade atonala musiken. Den vidareutvecklades av Schönbergs lärjungar, främst Alban Berg och Anton Webern, i vad som kom att kallas Andra Wienskolan.
Tolvtonsmusiken är till sin natur egentligen inte någon särskild riktning eller stil, som exempelvis expressionismen, utan snarare en musikalisk teknik, tolvtonstekniken. Grunden för tolvtonstekniken är sekvensen eller tonraden, som är en serie av toner där alla den kromatiska skalans tolv toner ingår en gång. I den mest ortodoxa tolvtonsmusiken byggs sedan resten av stycket, harmonier och melodier, enbart upp med olika transformeringar av denna sekvens som byggstenar.
När tolvtonsmusiken först introducerades för publiken möttes den av mycket begränsad förståelse, och dess tidigaste företrädare fick utstå mycket kritik. Wilhelm Peterson-Berger skrev i en recension av Hilding Rosenbergs första stråkkvartett om fyra förrymda konradsbergare (mentalpatienter) som "med nit och stiltrohet återge en femtes barbariska och nattomtöcknade fantasier". Med tiden lade sig dock uppståndelsen, och tolvtonstekniken har blivit en del av den teoretiska grunden för den moderna konstmusiken.